# Pomnik Obrońców Gdyni 1939
Pomnik Obrońców Gdyni 1939 – znajduje się na południu gdyńskiego osiedla Kolibki, w pobliżu dawnej granicy pomiędzy Wolnym Miastem Gdańskiem i II Rzecząpospolitą (zob. granica polsko-gdańska), przy al. Zwycięstwa.
Obelisk przedstawiający orła z rozpostartymi skrzydłami został poświęcony żołnierzom 2 Morskiego Pułku Strzelców (pod dowództwem pułkownika Ignacego Szpunara), toczącym ciężkie walki obronne na pozycjach wokół Kolibek. W bezpośrednim sąsiedztwie pomnika znajduje się taras widokowy, z którego rozpościera się widok na Zatokę Gdańską.